# 真の意志
真の意志（True Will）は、1904年にアレイスター・クロウリーの『法の書』執筆とともに創始された宗教であるセレマの神秘主義体系にみられる用語である。これはある時には個人の人生における大いなる運命または目的と定義され、またある時には、その時々で〈自然〉と完全に調和してはたらく行為の進路と定義される。〈真の意志〉は互いに衝突することなく運行している星々のそれぞれの固有の運動と軌道にたとえられる。自分の〈真の意志〉と合致している〈セレマイト〉とは、偽りの欲望や葛藤や習慣を捨て去るか回避して、神性とのつながりに触れているものである。理論的にはこの段階に至れば、〈セレマイト〉は、下り坂を流れ落ちる川のように、妨害もなく「結果を切望」することもなく、〈自然〉に沿って行動することになる。

## セレマ
〈セレマ〉とはギリシア語で「意志」を意味する。〈真の意志〉という言葉は〈セレマ〉の中心的な聖典である『法の書』には現れない。しかしながらアレイスター・クロウリーが同書に加えた様々な注釈はつねに、個々人にはそのひとの人生の正しい行路を定める唯一の共約しえない〈真の意志〉があることを前提としている。このクロウリーの考案した考え方は、「汝の意志することを行えを越える法はない」のであれば、行動が誤り（もしくは偽りのもの）であることが如何にしてありうるのかということを説明しようとする試みのように思われる。したがって〈真の意志〉に従った行為は正しいものとみなされる。だが一方で、意志された行為であっても、〈真の意志〉から逸脱していればやはり正しくないことになりかねない。

## 真の意志についてのクロウリーの記述
クロウリーのエッセイ「秘密会議」（ジェラール・オーモンという筆名で執筆、『師の心』 The Heart of the Master の序文となっている）の中でかれは、社会の正しい秩序を可能にするために、子どもの〈真の意志〉が誕生時か人生のできるだけ早期に発見されうるような技法が考案されるかもしれない（もとい、考案されるべき）ことを示唆している。
クロウリーの倫理論「義務」の中でかれは、〈真の意志〉を個人の〈本性〉と同一視した。この大文字の「本性」（ほんせい）は、初期グノーシス体系の「全き本性」と比較しえよう。それは個人的なダイモーンやアウゴエイデスを指すもうひとつの言葉であり、通常クロウリーが聖守護天使と呼ぶものである。（「全き本性」という言葉の用法についてはアンリ・コルバンの『イランのスーフィズムにおける光の人』 Man of Light in Iranian Sufism を参照。）
「マスター・セリオンのメッセージ」（「二之書」）は〈真の意志〉の教義を描写しようとした重要な文書である。「二之書」は「ThIShARBの書」に言及し、個々の〈真の意志〉は個人の以前の生の結果であるとして、魂の転生の理論を示唆する。しかしここでもクロウリーは過去生の記憶の客観的妥当性を主張するまでには至らない。かれは目的を達成するための手段として「魔術的記憶」の開発を推奨している。これは志願者の能力と思い出した過去とを何らかの目的（意図、意味）に結びつけるものである。定義上、志願者の〈真の意志〉は志願者の本性に合致していなければならない。
「法の書解題」（「百五十之書」）の中でクロウリーは、〈真の意志〉を「部分的かつ一時的なことで満足せず、…〈目的〉に向かって断固として進む」意志と定義し、同じ一節でその「目的」を〈愛〉における自己破壊（自己の解消）と見なしている。

## アレイスター・クロウリー語録
- 「人生で最もよくある失敗の原因は、自分の〈真の意志〉を知らないこと、もしくはその〈意志〉を遂行するための手立てを知らないことだ。」 (Magick, Book 4, p.127)
- 「自分の〈真の意志〉を行っている者には、後押ししてくれる〈宇宙〉の慣性というものがある。」 ( Magick, Book 4, p.128)
- 「それが何なのか知らなければ、自分の〈真の意志〉を賢明に行うことはできない。」 (Magick, Book 4, p.174)
- 「しっかり理解するがよい、わが息子よ、〈真の意志〉は決して過ちせざるものであると。なんとなれば、その〈命令〉が〈完全〉であるという点において、それは定められたお前の〈天における行路〉なのだ。」 (Liber Aleph, p.13)
- 「〈真の意志〉は、〈光〉の泉、内より湧き出で、とめどなく流れ出るのだ、〈愛〉に沸きかえりながら、〈生の海〉へと。」 (Little Essays Towards Truth, p.76)

## 関連文献
- Crowley, Aleister (1998), “Duty”, The Revival of Magick and Other Essays, Tempe, AZ: New Falcon
- Crowley, Aleister (1982), The Book of the Law (Liber AL vel Legis), York Beach, ME: Weiser
- Crowley, Aleister (1997), Magick: Book 4, York Beach, ME: Weiser
- Crowley, Aleister (1996), Little Essays Towards Truth, Tempe, AZ: New Falcon Pub.
- Crowley, Aleister (1991), Liber Aleph vel CXI : The Book of Wisdom or Folly, York Beach, ME: Weiser
- Crowley, Aleister (1990), “De Lege Libellum”, The Equinox (York Beach, ME: Weiser) III (10)
- Crowley, Aleister (1990), “The Message of The Master Therion”, The Equinox (York Beach, ME: Weiser) III (10)
- Crowley, Aleister (1992), Magick:The Heart of the Master, Tempe, AZ: New Falcon Publications
- Crowley, Aleister (1990), “The Message of The Master Therion”, The Equinox (York Beach, ME: Weiser) III (10)
- "On the Nature of the True Will" by Frater Y.V. （The Invisible Basilica of Sabazius 内の文書）
- Thelemapedia (2005). True Will. Retrieved 5 April 2005年.